# Les Hauteurs
Les Hauteurs es un municipio canadiense situado en la provincia de Quebec.

## Superficie
Les Hauteurs tiene una superficie de 102,92 km².

## Demografía
En 2021, tenía 485 habitantes, una densidad poblacional de 4,7 hab./km², y 263 viviendas.